# 강성범
강성범(1974년 8월 27일~)은 대한민국의 희극인이다.

## 생애
1974년 8월 27일, 전라도 영암군에서 태어나 중앙대학교 연극영화과를 중퇴했으며, 1987년 어린이 뮤지컬 배우 첫 데뷔하여 1995년 연극배우 첫 데뷔 하여 1996년 SBS 5기 공채 개그맨으로 정식 데뷔했다. 한편, 앞서 본 것처럼 1996년 SBS 5기 공채 개그맨으로 정식 데뷔했으나 IMF 이후 SBS가 코미디 프로그램을 폐지하면서 설 자리를 잃게 되자 KBS로 자리를 옮긴 뒤 《개그콘서트》로 성공했으며 2002년 초 방송된 《웃는밤 좋은밤》(김미화 유정현 공동진행)의 고정 게스트를 맡아 SBS 복귀를 할 예정이었지만  KBS 측의 반대로 무산되기도 했고 우여곡절 끝에 《웃음을 찾는 사람들》로 SBS 복귀를 할 수 있었다. 《웃음을 찾는 사람들》의 '비둘기 합창단', '형님뉴스' 등의 코너들에 출연하였다.

## 학력
- 서울우신초등학교 (졸업)
- 관산중학교 (졸업)
- 안양고등학교 (졸업)
- 중앙대학교 연극영화과 (중퇴)

## 출연작

### 예능
- SBS TV 《개그투나잇》

《투나잇 브리핑》 (2011)
《최고의 직업》 (2011.12.10~2012.03.17)
《있다치고》 (2012)
《면회》 (2012.04.14~07.07)
- SBS 라디오 《강성범의 라디오 웃찾사》 DJ
- KBS 해피FM 《이영자, 강성범의 싱싱한 12시》 DJ
- EBS TV 《맘스타임》
- SBS TV 《해결! 돈이 보인다》
- KBS 2TV 《시츄에이션 콩트 방방》
- KBS 2TV 《한국말로 놀자》
- KBS 2TV 《개그콘서트》

〈수다맨〉
〈봉숭아학당〉
〈환장하겠네〉
〈지그재그송〉
〈버전개그〉
〈집에서 사제끼기〉
〈가문의 망신〉
〈공포극장〉
〈복면까왕〉
〈강변사와 그림자〉
〈불편한 삼대〉
- KNN 《세상발견 유레카》
- KBS 2TV 《TV는 사랑을 싣고》
- KBS 2TV 《슈퍼TV 일요일은 즐거워》 - MC 대격돌 (2002년 12월 8일~2003년 5월 25일)
- SBS TV 《접속! 무비월드》
- OBS경인TV 《생방송 5BS》진행
- KBS 2TV 《의뢰인 K》진행 / 재연배우
- KBS 1TV 《TV쇼 진품명품》출장감정
- MBN 《코미디 청백전 사이다》
- SBS TV 《웃음을 찾는 사람들》 진행

《두더지 극장》 (2003)
《장하다 한국말》 (2004)
《비둘기 합창단》 (2004)
《형님뉴스》 (2006)
《11시 내 고향》 (2013.10.11~2014.01.24)
《응답하라 1594》 (2014.03.14~06.06)
《LTE 뉴스》 (2014.05.23 ~ 2015.01.30)
《LTE-A 뉴스》 (2015.03.06~06.21)
《모란봉 홈쇼핑》 (2015.03.22~10.11)
《맨손의 청춘》 (2015.11.29 ~ 2016.04.29 )
《덕후월드》 (2016.02.19~04.08)
《세기의 대결 알파코》 (2016.03.18~04.01)
《개그청문회》 (2016.12.21 ~ 2017.03.08)
- MBC TV 《MBC 스페셜》 790회: 생존 체력, 약골 40대 저질 체력 탈출기 - 내레이션, 출연 (2018.10.22)
- 채널A 《행복한 아침》

### 영화
- 2002년: 《피아노 치는 대통령》 - 수다맨 역

### 드라마
- 2010년 《제중원》 (SBS) - 환자 (특별출연) 역
- 2011년 《하이킥! 짧은 다리의 역습》 (MBC)
- 2011년 《총각네 야채가게》 (채널A)

### 뮤직비디오
- 2001년: 서문탁 - 사미인곡

### 마당놀이
- 2009년: 《MBC 마당놀이 토정비결》

### 광고
- 2001년 《크린랩 고무장갑》
- 2001년 《하이트진로 천국》
- 2001년 《두루넷》
- 2001년 《이너베이》
- 2002년 《고려은단 쏠라씨》
- 2002년 《아이엠넷피아 모바일로》 (김지선, 박성호와 함께 출연)
- 2002년 《제일약품 케펜텍》
- 2007년 《SK텔레콤 투게더요금제》
- 2008년 《1577 대리운전》
- 2015년 《고베펄》
- 2017년 《둘리 대리운전》
- 2018년 《쪼그리》

## 수상 경력
- 2007년 SBS 연예대상 코미디부문 최우수상[9]
- 2006년 SBS 코미디대상 (현재의 SBS 연예대상) 대상[10]
- 2002년 KBS 연예대상 코미디부문 남자 최우수상
- 2002년 제14회 한국방송프로듀서상 (현재의 한국PD대상) 코미디언부문 출연자상[11]
- 2002년 제29회 한국방송대상 코미디언상[12]
- 2002년 제38회 백상예술대상 TV부문 남자 예능상[13]